# Legamento falciforme
Il legamento falciforme è teso tra il diaframma, la parete addominale anteriore e il solco sagittale superiore della faccia anterosuperiore del fegato.

## Rapporti anatomici
Si forma per l'accollamento, in prossimità del solco sagittale superiore, dei foglietti peritoneali che rivestono il lobo destro e sinistro del fegato. Presenta due facce sinistra e destra, una base, un apice e due margini, superiore e inferiore. Il margine superiore aderisce al diaframma seguendone la concavità e risultando quindi convesso, diversamente dal margine inferiore che corrisponde al solco sagittale superiore e risulta concavo. L'apice corrisponde alla vena cava inferiore sulla faccia posteriore del fegato; la base, libera, contiene nel suo spessore il legamento rotondo, residuo della vena ombelicale obliterata. La faccia destra è in rapporto con il diaframma mentre la sinistra è a contatto con la faccia anterosuperiore del fegato stesso.

## Funzione
Il legamento falciforme del fegato non costituisce reale mezzo di fissità dell'organo e non può nemmeno essere considerato un vero e proprio legamento sospensore poiché, in condizioni fisiologiche, tale legamento non è teso, bensì lasso.